# لوکا ریکاردی
لوکا ریکاردی (انگلیسی: Luca Ricciardi؛ زادهٔ ۷ اوت ۱۹۸۹) بازیکن فوتبال است.
از باشگاه‌هایی که در آن بازی کرده‌است می‌توان به باشگاه فوتبال پیزا اشاره کرد.